# 大龙井站
大龍井站是贵阳轨道交通S1线的地铁车站，位于中华人民共和国贵州省贵阳市花溪区新时代大道与规划麦湖路交叉口东侧，于2024年12月28日开通。

## 车站结构
大龍井站平行于新時代大道呈东西向设置，为地上三层島式站台车站，车站地上二层为站厅层，地上三层为站台层。
| 地上三层          | 站台   | \| \| \| █ S1线往皂角坝（星月湖） \| \| 島式 · 開左邊车门 \| \| \| \| \| \| █ S1线往望城坡（天河潭） \| |
| 地上二层          | 站厅   | 客服中心、自动售票机、验票机                                                                            |
| 地面              | 出入口 | A、B出入口                                                                                              |
|                   |        | █ S1线往皂角坝（星月湖）                                                                                |
| 島式 · 開左邊车门 |        | |
|                   |        | █ S1线往望城坡（天河潭）                                                                                |

## 车站出口
大龍井站目前开放2个出入口，各出口及周围设施如下所示：
| 编号                | 出入口信息                                     | 照片 | 无障碍设施 |
| ------------------- | ---------------------------------------------- | ---- | ---------- |
| A · 出口 · （设有） | 新時代大道（東）                               |      |            |
| B · 出口 · （设有） | 新時代大道（東）、貴安新區航空航天產業孵化基地 |      |            |
| 图例： 设有         |                                                |      |            |

## 车站历史
本站工程名与正式名均为大龍井站，站名来自车站附近的大龍井村。
- 2023年12月27日，车站主体结构封顶。
- 2024年12月28日，车站随S1线工程通车开通[1]。